# Carlos Balbi
Carlos Balbi (* 10. November 1968 in Montevideo, Uruguay) ist ein uruguayischer Pianist.
Balbi erlernte das Klavierspielen bei Omar Naranjo und besuchte anschließend die Städtische Schule für Musik in Montevideo, wo er Musikgeschichte und Harmonielehre studierte. Zu seinen Lehrmeistern zählten Sigfried Mauser, Darío de Rosa und Wolfgang Laufer. Auch bei Eduardo Gilardoni nahm er vor allem in Bezug auf den Bereich der neueren südamerikanischen und insbesondere uruguayischen Musik des 20. Jahrhunderts Unterricht. 1991 wurde er im Rahmen des Wettbewerbs zur Auswahl der Jungen Musiker Uruguays in die erste Kategorie eingeordnet. Im von der Escuela Universitaria de Música ausgerichteten Cluzeau Mortet-Wettbewerb zu Interpretationen von Werken nationaler Künstler erhielt er 1992 den Zweiten Preis. Balbi spielte als Solist im Sinfonieorchester des SODRE und trat auch bei den vom Uruguayischen Bildungsministerium und dem SODRE organisierten Kammermusik-Zyklen auf. 2001 spielte er auf Einladung beim Festival der iberoamerikanischen Kultur in Moskau. Im gleichen Jahr und auch 2002 tourte er durch mehrere australische Städte und präsentierte dort lateinamerikanische Musik des 20. Jahrhunderts. Gemeinsam mit der Flötistin Christobel Moore begründete er zudem ein Duett.